# Val-d'Izé
Val-d'Izé är en kommun i departementet Ille-et-Vilaine i regionen Bretagne i nordvästra Frankrike. Kommunen ligger i kantonen Vitré-Ouest som tillhör arrondissementet Fougères-Vitré. År 2022 hade Val-d'Izé 2 601 invånare.

## Befolkningsutveckling
Antalet invånare i kommunen Val-d'Izé
Referens:INSEE